# Amphiascoides subdebilis
Amphiascoides subdebilis är en kräftdjursart som först beskrevs av Willey 1935. Enligt Catalogue of Life ingår Amphiascoides subdebilis i släktet Amphiascoides och familjen Diosaccidae, men enligt Dyntaxa är tillhörigheten istället släktet Amphiascoides och familjen Miraciidae. Arten är reproducerande i Sverige. Inga underarter finns listade i Catalogue of Life.